# Palau
 Ovo je glavno značenje pojma Palau. Za druga značenja pogledajte Palau (razdvojba).
Palau, službeno Republika Palau (palauanski Belau), otočna je država u Tihom oceanu, 800 km jugoistočno od Filipina. Jedna je od najmlađih i najmanjih država svijeta. Samostalnost je stekla 1994. godine, nakon što je okončan mandat Starateljskog vijeća Ujedinjenih naroda, kojeg je vršio SAD. Danas Palau ima poseban odnos sa SAD-om u obliku slobodne zajednice (engl. free association).
Glavni grad Palaua od 7. listopada 2006. godine je Ngerulmud u Saveznoj državi Melekeok, koji je postao sjedište vlade, umjesto dotadašnjeg glavnoga i najvećeg grada Korora.

## Povijest
Prvi stanovnici Palaua, bili su vjerojatno s područja današnje Indonezije, a nastanili su otoke oko 1000-te godine pr. Kr. Španjolski istraživač Ruy López de Villalobos, (između ostalog zaslužan za imenovanje Filipina po španjolskom kralju Filipu II.), otkrio je ove otoke 1543. godine te ih je priključio Španjolskom kolonijalnom Carstvu. Pokrštavanje stanovništva otočja započelo je 1710. Godine, a proces pokrštavanja započeo je misionar Padilla. Prvi Europljani (Englezi) počeli su se trajno nastanjivati na otocima tek u 18. stoljeću, gdje su počeli trgovat. Španjolska je kolonizirala otoke tek krajem 19. stoljeća, a 1899. godine prodala ih je Njemačkoj, zajedno s ostatkom Karolinških otoka.
Japan je zauzeo otoke tijekom Prvog svjetskog rata, a službeno su mu dodijeljeni Versajskim ugovorom 1919. godine. Japanska uprava trajala je sve do 1944. godine. Od 1947. Godine Palau je, zajedno s Karolinškim otocima, bio pod starateljstvom UN-a, a starateljstvo su u njegovo ime vršile SAD.
Godine 1979. stanovništvo Palaua je na referendumu odbilo ulazak u sastav Savezne Države Mikronezije, već su 1981. godine izabrali put ka nezavisnosti. Prvi predsjednik bio je Haruo Remeliik, na kojeg je 1985. godine izvršen atentat, dok je drugi predsjednik, Lazarus Salii, izvršio samoubojstvo 1988. godine. 1994. godine Palau je postao samostalna i nezavisna država, a iste je godine primljen u članstvo UN-a.

## Državno uređenje
Palau je demokratska republika, s predsjedničkim tipom vlade. Šef države je predsjednik, koji je ujedno i šef izvršne vlasti (vlade). Parlament (Olbiil Era Kelulau) je dvodoman.

### Administrativna podjela
Prema Ustavu Palaua, šesnaest tradicionalnih općina imaju status država. Svaka država donosi svoju ustavnu konvenciju te ima pravo birati svoj parlament, kao i šefa države.  Ustavi pojedinih država određuju ulogu tradicionalnih vođa (poglavica). Ovisno o ustavu pojedine države, svaka ima svoju lokalnu vlast koja uključuje poglavice, starješine, te druge starije članove plemena.
Države Palaua su:
| - Aimeliik - Airai - Angaur - Hatohobei - Kayangel - Koror - Melekeok - Ngaraard | - Ngarchelong - Ngardmau - Ngatpang - Ngchesar - Ngaremlengui - Ngiwal - Peleliu - Sonsorol |

Nenastanjeni Rock Islands (Kameni Otoci) povijesno su bili dio države Koror, međutim danas službeno nisu dio niti jedne države.

## Stanovništvo
Palau ima, prema procjeni 2006. godine, 20.000 stanovnika s pet različitih etničkih skupina. Većinu čine Palauanci (preko 17.000, od kojih 3.400 govori engleski, ostali palauanski). Od drugih naroda tu nalazimo i Angloamerikance (500); Tagalogi (filipinski narod; 2.000), Sonsorol s istoimenog otoka (600) i Tobian, tek 20 pripadnika 2006., oni su srodni Trukcima, i naseljeni na otoku Tobi (Hatobohei). Nekada je bilo i Japanaca na otoku Angaur, koji su se bavili eksploatacijom fosfata, međutim danas ih više nema na popisu.Većina stanovništva ispovijeda rimokatoličanstvo.

## Vanjske poveznice
- Palau
- States of Palau
- Palau: The Living Edens
- HRW Atlas Mundial
- Republic of Palau